# دت کید
اسپنسر جوزف (به انگلیسی: Spencer Joseph؛ زادهٔ ۱ ژانویهٔ ۱۹۹۹) که به‌طور حرفه‌ای با نام دت کید (به انگلیسی: That Kid) شناخته می‌شود، خواننده-ترانه‌پرداز و شخصیت رسانه‌ای آمریکایی اهل دنور، کلرادو می‌باشد.